# Josep Agelet i Garrell
Josep Agelet i Garrell (Lleida, 1879 - 1919) fou un advocat i polític català, comte de Vinatesa, fill de Miquel Agelet i Besa i germà del poeta i diplomàtic Jaume Agelet i Garriga. Fou elegit diputat pel districte de Solsona pel Partit Liberal a les eleccions generals espanyoles de 1905 i les de 1914. El 1923 fou nomenat senador a títol pòstum.

## Obres
- Las disposiciones de nuestro código civil referente a la sucesión testamentaria: ¿representa un criterio perfectamente racional y justo? (1904).
- Orígenes del derecho penal en los pueblos modernos: sistemas penitenciarios y juicio crítico de la teoría correccional (1902).